# Bacolod (Lanao du Nord)
Pour les articles homonymes, voir Bacolod.
Bacolod est une localité de la province de Lanao du Nord, aux Philippines. En 2015, elle compte 23 034 habitants.

## Source
- (en) Cet article est partiellement ou en totalité issu de l’article de Wikipédia en anglais intitulé « Bacolod, Lanao del Norte » (voir la liste des auteurs).

### Article lié
- Listes des villes des Philippines par province